# المنظمة الدولية للمعايير 2-31
31-2 هو جزء من المعيار الدولي IOS 31 الذي يحدد الأسماء والرموز للكميات و الوحدات المتعلقة بالظواهر الدورية والظواهر ذات الصلة .   
ويتضمن:
|  | الوحدة | الوحدة | الكمية | الكمية                        |
|  | االرمز | الاسم  | الرمز  | الاسم                         |
|  | S      | Second | T      | الفترة، الوقت الدوري          |
|  | S      | ثانية  | τ      | ثابت الوقت لكمية متغيرة كبيرة |